# Club de Gimnasia y Esgrima La Plata (fútbol femenino)
El Club de Gimnasia y Esgrima La Plata es una institución deportiva ubicada en la ciudad de La Plata, provincia de Buenos Aires, Argentina, fundada el 3 de junio de 1887. Su sección de fútbol femenino milita en la Primera División A.
La sección de fútbol femenino inició como disciplina amateur de la institución en 2002, cuando empezó a competir (de forma interrumpida) en los torneos oficiales de la Asociación del Fútbol Argentino.

## Historia

### Primera etapa
El Club Gimnasia y Esgrima La Plata tuvo su primera participación en la disciplina femenina de fútbol en el año 2002. Su temporada debut fue en el Torneo Clausura 2002. Participó por 6 años consecutivos hasta el Torneo Apertura del año 2007.

### Segunda etapa
A mediados de 2017 se intentó retomar la actividad sin éxito, aunque para el siguiente año, en agosto de 2018, comenzó con el armado del plantel y pruebas de jugadoras para regresar a la actividad de cara a la temporada 2018-19.
En septiembre de 2018 vuelve oficialmente al fútbol para disputar la Primera División B (segunda categoría), temporada 2018-19, en donde se consagró campeón del certamen a falta de dos fechas para el final, y como tal, obtuvo el ascenso a la Primera División A. En dicha temporada culminan en primer lugar de la Zona A con 27 puntos (producto de 9 victorias, 0 empates y 1 derrota) y acceden a la fase campeonato, en donde nuevamente acaban en primer lugar con 48 puntos (16 victorias, 0 empates y 2 derrotas).
El Campeonato de Primera División A 2019-20 marcó el regreso de Las Lobas a la máxima categoría tras 11 años de ausencia. Se encontraban en sexto lugar con 28 puntos y 16 partidos jugados. Sin embargo el torneo fue suspendido después de la disputa parcial de la decimoséptima fecha, por las medidas gubernamentales para evitar la propagación de la COVID-19. Finalmente, fue cancelada definitivamente ante la imposibilidad de continuar su disputa debido a la extensión de la pandemia.
En el Torneo de Transición Femenino 2020 acceden a la fase eliminatoria pero quedan eliminadas en cuartos de final. El mismo destino repetiría en el Apertura 2021 y Clausura 2021. Participaron de la Copa Federal 2021 donde golearon 11 a 1 al club Santa María de Oro FC en octavos de final, luego cayeron eliminadas por 2 a 0 ante UAI Urquiza en cuartos.

## Jugadoras

### Plantel
Fuentes:

### Mercado de pases
| Altas                 | Altas                 |
| Verano 2023           | Verano 2023           |
| Jugadora              | Origen                |
| --------------------- | --------------------- |
| Micaela Adorno        | Racing Club           |
| Lucía Zarza           | Club Ñañas            |
| Fanny Rodríguez       | Estudiantes LP        |
| Anabel Ubal           | Defensor Sporting     |
| Astrid Ramírez        | River Plate (reserva) |
| Florencia Gaetán      | Villa San Carlos      |
| Camila Fernández      | Arsenal de Sarandí    |
| Camila Santos Anchen  | Defensor Sporting     |
| Sharon López          | Defensor Sporting     |
| Invierno 2023         |                       |
| Gimena Blanco         | Napoli                |
| Aldana Barrionuevo    | Las Pumas de Mendoza  |
| Daniela Sosa González | Las Pumas de Mendoza  |

| Bajas             | Bajas                |
| Verano 2023       | Verano 2023          |
| Jugadora          | Destino              |
| ----------------- | -------------------- |
| Fiamma Silva      | Ferro Carril Oeste   |
| Gaby Herrera      | Ferro Carril Oeste   |
| Pilar Reina       | Agente libre         |
| Belén Pocoracky   | Ferro Carril Oeste   |
| Valentina Tesio   | Platense             |
| Agustina Maturano | Racing Club          |
| Delfina Pafundi   | Huracán              |
| Invierno 2023     |                      |
| Astrid Ramírez    | Recisión de contrato |
| Camila Fernández  | Cambaceres           |
| Valentina Rando   | Lanús                |
| Lali Esquivel     | Olimpia              |
| Lucía Guiñazú     | Recisión de contrato |

Fuentes:

## Participación en campeonatos nacionales

### Cronograma
La competencia AFA oficial comenzó a disputarse desde 1991, Gimnasia La Plata hizo su primera aparición en 2002. No participó en torneos AFA oficiales entre 2008 y 2019.

## Palmarés
| Competición        | Campeón | Subcampeón | 3er Puesto |
| ------------------ | ------- | ---------- | ---------- |
| Primera División A |         |            |            |
| Primera División B | 2018-19 |            |            |

## Reserva
Gimnasia y Esgrima cuenta con un equipo reserva. Es uno de los dieciocho equipos fundacionales del Campeonato de Reserva del Fútbol Femenino organizado por AFA, cuya primera edición comenzó a disputarse en noviembre de 2019.

### Plantel reserva
Notas: A diferencia del primer equipo, la reserva no tiene dorsales fijos. Algunas futbolistas de la reserva forman parte también del primer equipo.

## Clásico Platense femenino
El equipo de fútbol femenino mantiene rivalidad con su histórico clásico de ciudad, Estudiantes de La Plata, disciplina en la que el fútbol masculino se enfrenta desde 1916. Las Lobas ganan en el historial femenino con 7 triunfos de triperos, 3 triunfos pinchas y 4 empates. Las dos mayores goleadas fueron ambas del Lobo por 5-0, una en el Apertura 2003 y la otra en el Apertura 2004.
| Último partido           | Último partido | Último partido | Último partido   |
| Fecha                    | Equipo local   | Resultado      | Equipo visitante |
| ------------------------ | -------------- | -------------- | ---------------- |
| 16 de septiembre de 2023 | Gimnasia       | 2:1            | Estudiantes      |
|                          |                |                |                  |